# Santa Caterina (Pergine Valsugana)
Santa Caterina is een plaats (frazione) in de Italiaanse gemeente Pergine Valsugana.